# Società Sportiva Sambenedettese 1973-1974
Questa voce raccoglie le informazioni riguardanti la Società Sportiva Sambenedettese nelle competizioni ufficiali della stagione 1973-1974.

## Rosa
| N. |                   | Ruolo | Calciatore          |
| -- | ----------------- | ----- | ------------------- |
|    | Italia (bandiera) | D     | Aldo Anzuini        |
|    | Italia (bandiera) | A     | Gregorio Basilico   |
|    | Italia (bandiera) | C     | Giancarlo Bianchini |
|    | Italia (bandiera) | D     | Pasquale Bisceglia  |
|    | Italia (bandiera) | A     | Angelo Castronaro   |
|    | Italia (bandiera) | D     | Franco Catto        |
|    | Italia (bandiera) | A     | Francesco Chimenti  |
|    | Italia (bandiera) | D     | Nicola Daleno       |
|    | Italia (bandiera) | C     | Flavio Del Barba    |

| N. |                   | Ruolo | Calciatore        |
| -- | ----------------- | ----- | ----------------- |
|    | Italia (bandiera) | A     | Giuseppe Fazzi    |
|    | Italia (bandiera) | D     | Mauro Isetto      |
|    | Italia (bandiera) | D     | Maurizio Marchini |
|    | Italia (bandiera) | D     | Vincenzo Pilone   |
|    | Italia (bandiera) | C     | Nicola Ripa       |
|    | Italia (bandiera) | D     | Giovanni Romani   |
|    | Italia (bandiera) | P     | Franco Rottoli    |
|    | Italia (bandiera) | C     | Maurizio Simonato |
|    | Italia (bandiera) | C     | Giuseppe Valà     |